# Buňka

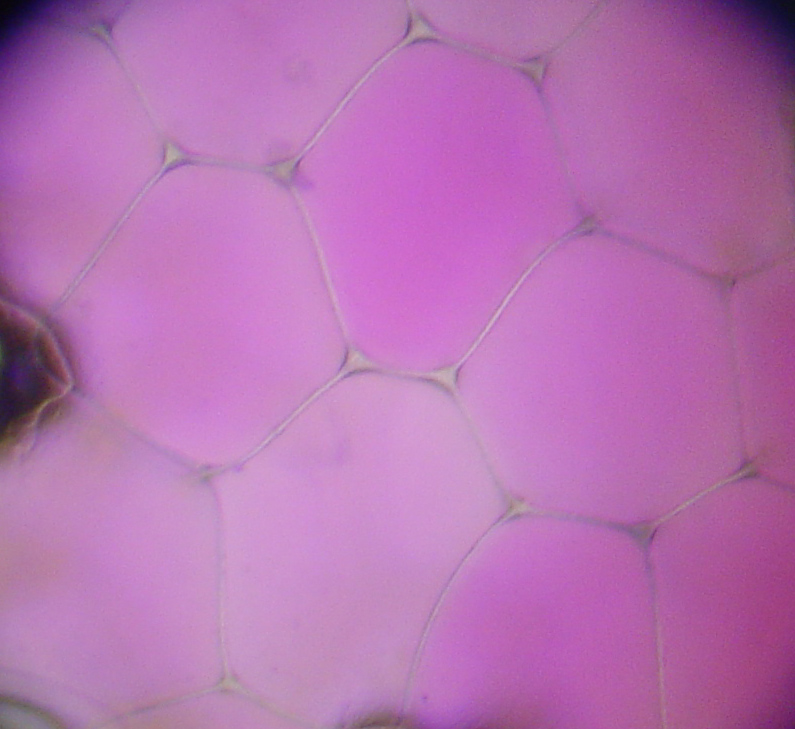
Eukaryotické pokožkové buňky rostliny Rheo discolor s obarveným obsahem vakuol

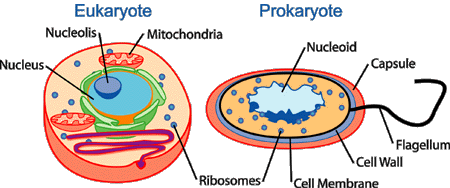
Schéma eukaryotické a prokaryotické buňky (anglicky: Nucleus = jádro; Nucleolis = jadérko; Cell membrane = buněčná membrána; Flagellum = bičík).

Buňka (lat. cellula) je základní stavební a funkční jednotka těl živých organismů, nikoliv však těch nebuněčných, jako jsou viry, viroidy a virusoidy. Jsou obklopené membránou a uvnitř obsahují koncentrovaný vodný roztok různých látek (cytoplazmu). Obvykle obsahují genetický materiál a jsou schopné se dělit.
Zatímco některé organismy jsou pouze jednobuněčné (např. bakterie či různí prvoci), jiné organismy jsou mnohobuněčné (např. živočichové, vyšší rostliny). Stavba a funkce buněk mohou být velice rozmanité, buňky se liší druh od druhu, ale i v rámci mnohobuněčného těla. Základní dělení rozlišuje buňky prokaryotické (u bakterií a archeí) a eukaryotické (u eukaryot). Obvyklá velikost se pohybuje v rámci mikrometrů, například bakterie E. coli má na délku 2–3 mikrometry, typické buňky eukaryot jsou přibližně desetkrát větší než prokaryotické. Mimo to se však buňky vzájemně liší i tvarem.

## Historie výzkumu
Autorem pojmu buňka a prvním pozorovatelem buněk byl Robert Hooke. Podle Buněčné teorie, kterou v roce 1838 zavedli botanik Matthias Jakob Schleiden a fyziolog Theodor Schwann a která je dodnes základním nosným pilířem buněčné biologie a vlastně moderní biologie vůbec, je každý organismus z buněk přímo složen nebo na jiných buňkách existenčně závislý (viry), žádná buňka nemůže vzniknout jinak než zase z buňky a mateřská buňka předává dceřiné buňce potřebnou děděnou informaci k reprodukci sebe sama ke své funkci.

## Evoluce buňky
Předpokládá se, že všechny v současnosti známé buňky se vyvinuly ze společného předka, tedy buňky, která žila asi před 3,5–3,8 miliardami lety. První buňka zřejmě vznikla tak, že byly nukleové kyseliny (buď DNA, nebo podle teorie RNA světa spíše ještě RNA) obklopeny fosfolipidovou membránou, jakou známe i dnes. Bylo prokázáno, že lipozomy, tedy kapénky lipidů, jsou schopné se spontánně uspořádat do kulovitých struktur, z nichž se následně zřejmě vyvinuly buněčné organismy. Proces přírodní selekce následně zajistil, aby převládly buňky schopné bezchybně replikovat svůj genetický materiál (v tomto případě zřejmě již DNA, která je stabilnější než RNA), přepisovat DNA na RNA a následně podle RNA syntetizovat proteiny. Tyto jednoduché buňky se někdy označují jako progenoti.
Dnes jsou známy tři hlavní typy buněk, podle nichž se také veškerý buněčný život dělí na tři tzv. domény: bakterie (Bacteria, Eubacteria), archea (Archaea, Archaebacteria) a eukaryota (Eukarya). První dvě domény jsou při povrchním pohledu na buňku podobné a označují se společně jako prokaryotické. Eukaryotická buňka, která je strukturně složitější, vznikla až následně z několika prokaryotických, a to zřejmě někdy v období mezi 1,8–1,3 miliardami lety v procesu tzv. eukaryogeneze.

## Druhy buněk
Rozlišujeme dva základní, různě vnitřně uspořádané a různě fylogeneticky pokročilé typy buněk – prokaryotické a eukaryotické.
|                                 | Prokaryotické buňky                      | Eukaryotické buňky                                                                         |
| ------------------------------- | ---------------------------------------- | ------------------------------------------------------------------------------------------ |
| Podřazené taxony                | bakterie, Archaea                        | prvoci, houby, rostliny, živočichové                                                       |
| Obvyklá velikost                | ~ 1–10 µm                                | ~ 10–100 µm                                                                                |
| Typ jádra                       | pouze nukleární region bez pravého jádra | jádro obklopené dvojitou membránou                                                         |
| DNA                             | obvykle cirkulární                       | dlouhé lineární molekuly složené s histony v chromozomech                                  |
| syntéza RNA                     | v cytoplazmě                             | Syntéza RNA probíhá uvnitř jádra                                                           |
| Ribozomy                        | 50S+30S                                  | 60S+40S                                                                                    |
| Organely a membránové struktury | velmi málo vnitřních struktur            | strukturizovány a silně organizovány vnitřními membránami a cytoskeletem                   |
| Typ bičíku                      | bičík z flagelinu                        | bičík a řasinky z tubulinu (jsou-li)                                                       |
| Mitochondrie                    | Bez mitochondrií v pravém slova smyslu   | Obvykle mnoho (některé buňky mohou mít po jedné nebo jim i mitochondrie chybí)             |
| Chloroplasty                    | Žádné                                    | u řas a rostlin                                                                            |
| Organizace                      | obvykle samostatné buňky                 | jednobuněčné, kolonie, ale také vyspělé mnohobuněčné organismy se specializovanými buňkami |
| Buněčné dělení                  | Prosté dělení                            | Mitóza (někdy pučení) a meióza                                                             |

### Prokaryotická buňka

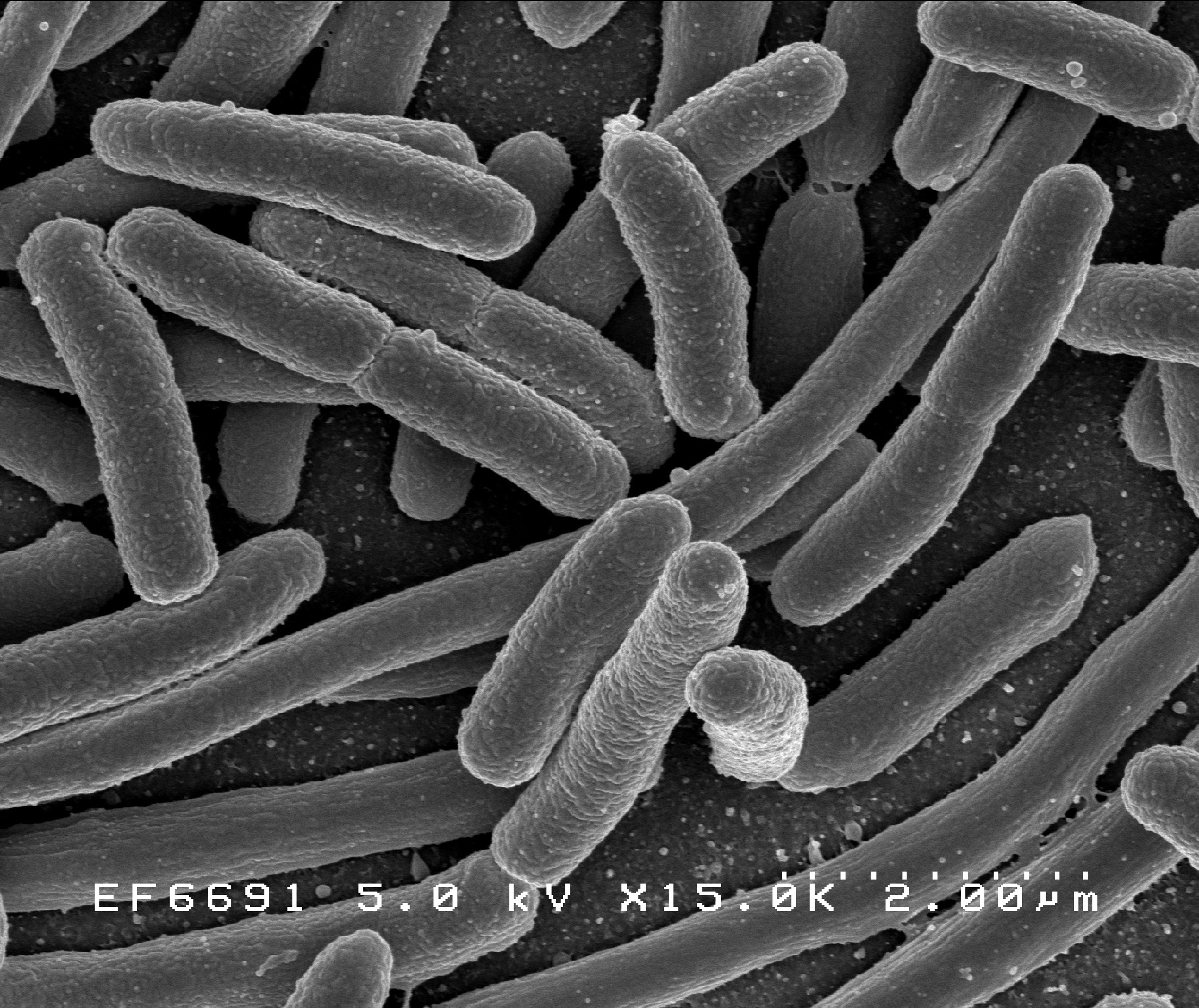
Typickou Prokaryotou jsou bakterie, jako např. na obrázku Escherichia coli

Prokaryota, z řeckého pro (před) a karyo (jádro), je označení pro evolučně velmi staré organismy, pravděpodobně nejstarší buněčné organismy vůbec. Do prokaryot jsou řazeny domény bakterie a archea. Jsou zpravidla jednobuněčné, ale mohou tvořit kolonie s tendencí k mnohobuněčnosti. Zajímavostí je to, že například sinice mohou obsahovat heterocyty, což jsou do jisté míry specializované buňky. Prokaryotická buňka je však přesto podstatně jednodušší a menší než buňka eukaryot.
- je obvykle haploidní, vlákno DNA není zpravidla membránou odděleno od cytoplazmy
- s výjimkou jednoduchých váčků nemá vnitřní systém membrán členící buňku
- má prokaryotický typ ribozomů (70S)
- má-li bičík, tak prokaryotického (bakteriálního) typu

### Eukaryotická buňka

Schéma rostlinné buňky

Schéma živočišné buňky

Eukaryotickou buňku mají veškeré organismy náležející do domény či nadříše Eukaryota, tedy veškeří prvoci, živočichové, rostliny a houby. Nicméně jejich buňky se mezi sebou navzájem ještě dále liší. Eukaryotické buňky jsou oproti prokaryotickým buňkám evolučně vyspělejší. Jejich složitější vnitřní struktura jim umožňuje stavbu a výživu výrazně větších buněk a zároveň představuje předpoklad pro výraznější mezibuněčnou spolupráci, která je potřebná u mnohobuněčných organismů. Vyznačují se těmito strukturami:
- Pravé jádro (karyon) je vždy přítomné. Je ohraničeno dvojitou membránou a uvnitř je uchovávána genetická informace ve formě DNA.
- Eukaryotická buňka je obvykle výrazně větší než buňka prokaryotická
- Endoplazmatické retikulum, Golgiho aparát (GA), vakuoly a ostatní endozomální struktury, vytváří obvykle vnitřní systém membrán, kterým je buňka dále členěna a umožňuje jí lepší organizaci složitějších životních pochodů.
- Semiautonomní organely jsou organely, které zřejmě vznikly symbiotickou fúzí s původní buňkou, proto jsou odděleny od okolní cytoplazmy dvěma membránami. Udílí jí nové schopnosti, které jsou pak nezbytné pro život vícebuněčných organismů. Mitochondrie jsou přítomny ve většině eukaryotických buněk a dávají jim schopnost získávat energii dýcháním, plastidy se vyskytují jen u některých eukaryot (např. u rostlin) a některé jejich typy (jmenovitě chloroplasty) umožňují rostlinám fotosyntézu.
- Cytoskelet tvořený aktinovými mikrofilamenty (mikrovlákny) a mikrotubuly udržuje její tvar a tvoří „kolejnice“ pro cílený pohyb čehokoliv uvnitř buněk.
- Má-li bičíky nebo brvy, pak jsou eukaryotického typu
- Má eukaryotický typ ribozomů (80S)

Rostliny i živočichové mají eukaryotickou buňku, ale mezi buňkou rostlinnou a živočišnou existují značné rozdíly. Živočišným buňkám chybí celulózní buněčná stěna a během diferenciace se nezvětšují. Živočišné buňky bývají zpravidla velmi malé, do 20 mikrometrů. Mívají zpravidla jen jedno jádro, ale jsou i výjimky (buňky v játrech, v chrupavkách – obsahují makronukleus a mikronukleus). Buňky, které odbourávají kostní tkáň (takzvané osteoklasty) mají až 100 jader. V živočišných tkáních známe i mnohojaderné útvary, které vznikají buď dělením jádra, přičemž se nedělí cytoplazma (plazmodium) nebo splynutím více buněk v jediný útvar (syncytium, např. srdeční tkáň). Na druhou stranu červené krvinky člověka jsou zcela bezjaderné. Jádro je většinou uloženo přibližně v centru buňky. Výjimky tvoří pouze buňky, v nichž se hromadí rezervní látky, u nichž jsou organely obvykle u kraje.

## Buněčná fyziologie

### Osmotické jevy

Vliv různých roztoků na červenou krvinku

Při osmóze dochází k vyrovnávání koncentrací dvou roztoků o nestejné koncentraci přes polopropustnou membránu. Prostupují pouze molekuly vody směrem do místa s vyšší koncentrací rozpuštěných látek. Pokud se buňka nachází v prostředí izotonickém, nedochází ke změnám, protože koncentrace látek v prostředí je stejná jako koncentrace v buňce. V prostředí hypotonickém je koncentrace látek v prostředí nižší než koncentrace látek v buňce a voda proniká přes membránu do buňky. Rostlinná buňka takovému osmotickému tlaku velmi dobře odolává díky přítomnosti buněčné stěny, živočišná buňka však záhy praskne. Tento jev se nazývá plazmoptýza (osmotická lýza buňky).
Pokud je koncentrace látek v prostředí vyšší než koncentrace látek v buňce (prostředí hypertonické), dochází k odnímání vody z buňky. Živočišná buňka se svrašťuje, což je tzv. plazmorýza. V rostlinné buňce dojde k oddělení protoplastu od buněčné stěny. Jev se nazývá plazmolýza. Po umístění buňky do roztoku izonického dojde k zpětnému procesu nazývaném deplazmolýza.

### Buněčný cyklus
Buňky nejsou věčné a je nutné, aby se v zájmu zachování druhu obnovovaly. Prochází přitom více či méně složitým buněčným cyklem. Zejména u prokaryot se střídá fáze růstu a fáze dělení velice rychle a protože obvykle platí, že se při dělení z jedné buňky mateřské stávají dvě dceřiné, při generační době 15–30 minut může z jedné buňky teoreticky za 24 hodin vzniknout 4722 triliónů buněk. Prokaryotické organismy se dělí tzv. binárně, zato u eukaryotických se vyvinulo mitotické a meiotické dělení. Mitóza slouží k dělení vegetativních buněk na dvě, meióza (redukční dělení) slouží k vytváření pohlavních buněk u pohlavně se rozmnožujících organismů.

### Buněčný metabolismus
V buňkách probíhá velké množství chemických reakcí, díky nimž dochází k přeměnám látek, tedy metabolismu. Skladné procesy se označují jako anabolické, rozkladné jsou tzv. katabolické. Obvykle jsou metabolické dráhy řízeny enzymaticky, tzn. pomocí látek, které katalyzují tyto reakce.
Základním skladným procesem je fotosyntéza, probíhající u fotoautotrofních organismů, jako jsou sinice, rostliny a řasy. Ve světelné fázi fotosyntézy dochází za pomoci sluneční energie k výrobě NADPH a ATP, v temnostní fázi jsou za pomoci těchto látek vyráběny z oxidu uhličitého a vody sacharidy. Naopak základním rozkladným procesem je buněčné dýchání (respirace), při níž se rozkládají energeticky bohaté organické látky za vzniku ATP (a uvolňuje se oxid uhličitý).
Spotřeba energie je úměrná objemu buňky.

### DNA a vznik proteinů
V buňkách dochází ke třem základním krokům:
- Replikace – pro přenos informace do další generace je nutné před každým buněčným dělením zdvojnásobit množství genetické informace v buňce. Při replikaci se vytváří vlákno komplementární k původnímu. Výsledkem jsou dvě identické dvoušroubovice DNA.
- Transkripce – Jde o sestavení molekuly RNA podle záznamu v DNA, zejména pak mRNA, která slouží jako vzor v dalším kroku.
- Translace (biologie) – na ribozomech se překládá pořadí nukleových kyselin na mRNA do primární struktury proteinů připojováním aminokyselinových zbytků. Překlad probíhá podle genetického kódu.